# 上山和雄
上山 和雄（うえやま かずお、1946年-）は、日本の歴史学者。國學院大學文学部名誉教授。専門は日本近現代史。

## 略歴
兵庫県丹波市春日町出身。1970年信州大学文理学部史学科卒業。1973年東京大学大学院人文科学研究科修士課程修了。1978年同博士課程単位取得退学。城西大学助教授を経て、1984年より國學院大學文学部教授。2005年「北米における総合商社の活動 1896～1941年の三井物産」で東大文学博士。2017年定年退職。横浜都市発展記念館・横浜ユーラシア文化館館長。

## 著書

### 単著
- 『陣笠代議士の研究　日記にみる日本型政治家の源流』（日本経済評論社、1989年）
- 『北米における総合商社の活動　1896～1941年の三井物産』（日本経済評論社、2005年）
- 『日本近代蚕糸業の展開』（日本経済評論社 2016年）

### 編著
- 『帝都と軍隊　地域と民衆の視点から』（日本経済評論社、2002年）
- 『歴史のなかの渋谷　渋谷から江戸・東京へ』（雄山閣、2011年）
- 『柏にあった陸軍飛行場 「秋水」と軍関連施設』 （芙蓉書房出版 2015年）
- 『渋谷にぎわい空間を科学する』 （雄山閣 渋谷学叢書 2017年）
- 『米国に遺された要視察人名簿』（芙蓉書房出版、2022年）

### 共編著
- （阪田安雄）『対立と妥協　1930年代の日米通商関係』（第一法規出版、1994年）
- （吉川容）『戦前期北米の日本商社 在米接収史料による研究』 （日本経済評論社 2013年）

## 論文
- <上山和雄